# Сакура (ім'я)
Сакура (яп. さくら, サクラ) — популярне японське жіноче ім'я, яке може бути використане як прізвище і написане з використанням різних символів кандзі.

## Значення
- як ім'я:
  - 桜, «Cherry Blossom» (морфологічно походить від 樱)
  - 樱, «Cherry Blossom»
  - 咲 良, «цвітіння, хороше»

Ім'я можна записати також хіраганою або катаканою:
- як прізвище
  - 佐 仓

## Люди

### Ім'я
- Сакура Цукуба (яп. さくら) — японська мангака;
- Сакура Сакурада (яп. さくら, народилася 1982) — японська порноакторка;
- Сакура Сена (яп. さくら, народилася 1975) — японська порноакторка;
- Сакура Танге (лат. 桜, народилася 1973) — японська акторка і співачка (сейю);
- Сакура Ногава (яп. さくら, народилася 1978) — японська акторка (сейю);
- Сакура (співачка) (яп. サクラ) — японська співачка.

### Прізвище
- Момоко Сакура (яп. さくら, народилася 1965) — японська мангака і головна героїня, зображена у власній манзі Chibi Maruko-тян.

### Сценічний псевдонім
- Сакура (музикант) (нар. 1969), барабанщик і колишній член L'Arc ~ EN ~ Ciel.